# 스킵과 로퍼
《스킵과 로퍼》(일본어: スキップとローファー 스킷푸토 로화[*])는 타카마츠 미사키가 그린 일본 만화다. 코단샤의 《월간 애프터눈》에서 2018년 10월호부터 연재되고 있다.
주인공은 이시카와현 시골에서 살다가 도쿄에서 고등학교를 다니기 위해 상경한 고등학생 이와쿠라 미츠미이다. 이와쿠라가 출세의 꿈을 안고 학교를 다니며 입학식날 사건을 계기로 친해진 동급생 시마 소스케와 다른 친구들과 함께 겪는 일상이 만화의 주내용이다.
《스킵과 로퍼》는 만화대상 2020에서 후보로 3위에 올랐다. 2023년 8월 시점에서 누적 발행 부수는 190만 부를 돌파했다. 2023년 5월, 제47회 코단샤 만화상에서 종합부문을 수상했다.

## 줄거리
이와쿠라 미츠미는 중학교 졸업을 계기로, 이시카와현의 끄트머리에서 도쿄의 편차치 높은 고등학교에 진학한 반짝반짝한 고등학생이다.
미츠미는 끄트머리에서 자랐기 때문에 아주 천연스럽다. "나는 이 고교 생활, 단 한번도 실패하지 않는다!"라고 자신감이 대단하다. 근거는 '왜냐하면 나에게는 명확한 인생 설계가 있으니까!', '대학은 물론 T대', '법학부를 수석으로 졸업', '죽으면 뼈는 바다에 뿌려' 등등 동세대 커뮤니케이션 경험에 부족한 꿈꾸는 15세.
하지만 입학식 당일 일찍 길을 잃고, 통근 러시에 휘말려 사람 취해, 미츠미의 인생 설계는 빠르게 풀이 죽는다. 그런 미츠미의 모습을 걱정한 키가 큰 미남이 말을 걸고 함께 학교에 가게 된다.

## 등장인물
이와쿠라 미츠미(岩倉 美津未)
성우 - 쿠로사와 토모요
이시카와현의 끄트머리(스즈시 방면)로부터 상경해 온 지 얼마 안된 고등학교 1학년. 삼백안의 어린 소녀. 작은 마을에서 태어나 신동이라고 불리고 자란다. 감각이 주위와 어긋나 있는 것을 깨닫지 못한 천연 인플루언서. '대학은 물론 T대 및 총무성에 입성', '은퇴 후 시장이 되어 재정을 향상시키기', '죽으면 뼈는 바다에 뿌려 준다' 등 인생 설계만은 완벽하다.
시마 소스케(志摩 聡介)
성우 - 에고시 아키노리
여자의 시선을 모으는 미남인 좋은 청년. 입학식을 땡땡이치러다가 미츠미와 만나, 함께 고등학교까지 달린 것을 계기로, 바로 미츠미에 호감을 가진다.
에가시라 미카(江頭 ミカ)
성우 - 테라사키 유카
당초는 미츠미를 지켜보고 있었지만, 미츠미가 소스케와 사이가 좋아진 것으로 미츠미에 접근. 미남을 의식하면서 다른 친구 사귀고도 계산적인 사고를 보이고 숨어있다.
무라시게 유즈키(村重 結月)
성우 - 우치다 마아야
단정한 표정과 분명한 성격에서 본인의 의사와는 반대로 주위에 뜨거울 정도의 존재감을 나타낸다. 입학 초기 미츠미와 풀어 도쿄에서 첫 친구가 된다.
쿠루메 마코토(久留米 誠)
성우 - 한 메구미
경박하고 들떠보이고 인간을 어려워하는, 미츠미의 클래스메이트. 내향적인 성격 때문에 고립된 기분이 된 자신에게 초조하지만, 미츠미와의 교류로, 굳어진 성격이 조금씩 풀려나간다.
나오짱(ナオちゃん)
성우 - 사이가 미츠키
미츠미의 아버지의 동생. 도쿄에서 미츠미의 보호자. 여장하고 있지만 작은 것은 신경쓰지 않고, 자신의 스타일을 고수하면서, 도심에서의 싱글 라이프를 만끽하고 있다.
카네치카 나루미(兼近 鳴海)
성우 - 키무라 료헤이
연극부 차기 부장의 2학년. 장래적으로는 유명한 극작가가 될 것을 의심하지 않는 자신가. 입학식에서 눈에 띄는 미츠미를 연극부에 권유하는 동시에 소스케와 만났고 그의 과거도 포함하여 접근한다.
타카미네 토키코(高嶺 十貴子)
성우 - 츠다 미나미
학생회 임원 2학년생. 분 단위의 세세한 스케줄을 자주적으로 매일 해내는 초절 완벽주의자이지만, 미츠미의 천연감을 건드린 것으로 조금 부드러워져, 사람의 접촉도 부드러워진다.
무카이 츠카사(迎井 司)
성우 - 타나카 히카루
미츠미의 클래스메이트이며 소스케와는 중학교 때부터의 친구. 소스케의 과거를 아는 인물인지 견실하고 과묵한 성격인지 발설하지 않는다. 소스케가 마음을 열고 있는 몇 안되는 친구 중 한 명이다.
야마다 켄토(山田 健斗)
성우 - 무라세 아유무
미츠미의 클래스메이트이자 소스케의 친구. 반의 분위기를 이끄는 사람으로 분위기를 띄우는 것이 특기인 타입이다. 이성에 대한 접근을 적극적으로 실시하고 있으며, 특히 유즈키에게 호의를 표하고 있지만 대부분 넘어가고 있다.
사이죠 리리카(西城 梨々華)
성우 - 코토부키 미나코
패션 잡지의 표지를 장식하는 인기 모델로 고등학교 1학년생. 소스케는 아역 시절의 친구.
후쿠나가 쿠리스(福永 玖里寿)
성우 - 나가노 유스케
어린 시절 아역을 하고 있던 인연으로 학교는 따로따로이면서도 소스케와는 오래 교제한 친구. 소스케에게 있어서 마음 놓고 말할 수 있는 몇 안되는 친구로, 가끔 집에 묵어 주거나 하고 있다.
토야마 후미노(遠山 文乃)
성우 - 모로호시 스미레
미츠미와는 유치원 때부터 소꿉친구. 그녀의 좋은 이해자이자 둘도 없는 친구. 서로 자주 영상통화로 근황 보고를 한다.

## 서지 정보
- 타카마츠 미사키 《스킵과 로퍼》 코단샤 〈애프터눈 KC〉
  1. 2019년 1월 23일 발행(같은 날 발매[14][15]), ISBN 978-4-06-514209-7
  2. 2019년 7월 23일 발행(같은 날 발매[16]), ISBN 978-4-06-516300-9
  3. 2020년 2월 21일 발행(같은 날 발매[17]), ISBN 978-4-06-518471-4
  4. 2020년 8월 21일 발행(같은 날 발매[18]), ISBN 978-4-06-520539-6
  5. 2021년 3월 23일 발행(같은 날 발매[19]), ISBN 978-4-06-522497-7
  6. 2021년 11월 22일 발행(같은 날 발매[20]), ISBN 978-4-06-525779-1
  7. 2022년 6월 22일 발행(같은 날 발매[21]), ISBN 978-4-06-528147-5
  8. 2023년 1월 23일 발행(같은 날 발매[22]), ISBN 978-4-06-530267-5
  9. 2023년 8월 23일 발행(같은 날 발매[23]), ISBN 978-4-06-532642-8

## TV 애니메이션
2021년 11월에 TV 애니메이션화가 발표되었다. 2023년 4월부터 6월까지 TOKYO MX 등에서 방송되었다.

### 스태프
- 원작 - 타카마츠 미사키(高松美咲)[7]
- 감독·시리즈 구성 - 데아이 코토미(出合小都美)[7]
- 부감독 - 아베 유리코(阿部ゆり子)
- 캐릭터 디자인·총작화 감독 - 우메시타 마나미(梅下麻奈未)[7]
- 총작화 감독 - 이가와 레이나(井川麗奈)[7]
- 프롭 설정 - 히구치 사토미(樋口聡美)[7]
- 미술 감독 - E-카에사루(E-カエサル)[7]
- 미술 감수 - 히가시 준이치(東潤一)[7]
- 미술 설정 - 후지이 유타(藤井祐太)[7]
- 색채 설계 - 코바리 유코(小針裕子)[7]
- 촬영 감독 - 이즈미다 카즈토(出水田和人)[7]
- 3D 감독 - 이치카와 모토나리(市川元成)[7]
- 편집 - 타카하시 아유무(髙橋歩)[7]
- 음향 감독 - 야마다 하루(髙橋歩)[7]
- 음악 - 캇파 엔터테인먼트, 와카바야시 타카츠구(若林タカツグ)[7]
- 음악 제작 - DMM music[7]
- 프로듀서 - 히라키 아야코(平木綾子), 이토 요헤이(伊藤洋平), 쿠로스 노부히코(黒須信彦), 曹聡, 마츠이 유코(松井優子), 마츠무라 나오(松村尚), 아이사카 마사시(相坂正志)
- 애니메이션 프로듀서 - 츠지 미츠히토(辻 充仁), 야마모토 히카루(山本 輝)
- 애니메이션 제작 - P.A.WORKS[7]
- 제작 - 스킵과 로퍼 제작위원회[7](DMM.com, 코단샤, 크런치롤, NetEase Games, 간사이 텔레비전 방송, BS아사히, A-Sketch)

### 주제가
멜로우(メロウ)
스다 케이나에 의한 오프닝 테마. 작사·작곡은 스다 케이나, 편곡은 쿠보타 신고.
콧노래를 부르며 돌아가는 길(ハナウタとまわり道)
아이다 리카코에 의한 엔딩 테마. 작사는 무츠미 스미요, 작곡·편곡은 타나카 하야토.

### 방영 목록
| 회차   | 제목                                 | 각본            | 그림 콘티         | 연출            | 작화 감독 | 총작화 감독                   | 방송 일자       | 원작 화수   |
| ------ | ------------------------------------ | --------------- | ----------------- | --------------- | --- | ----------------------------- | --------------- | ----------- |
| 제1화  | ピカピカ 반짝반짝                    | 요나이야마 요코 | 데아이 코토미     | 데아이 코토미   | 이노우에 유스케 | 우메시타 마나미               | 2023년 4월 4일  | 1권 1화     |
| 제2화  | そわそわ うろうろ 안절부절 우왕좌왕  | 시노즈카 토모코 | 아베 유리코       | 아베 유리코     | 아마노 카즈코 이상진 사토 코노미 카와구치 히로아키 | 이가와 레이나                 | 2023년 4월 11일 | 1권 2~3화   |
| 제3화  | フワフワ バチバチ 둥실둥실 파직파직  | 히다카 카츠로   | 허종              | 타카무라 아키라 | 코지마 아스카 타나카 미라이 사코에 사라 오가사와라 유우                                                                                               | 이가와 레이나                 | 2023년 4월 18일 | 1권 4~5화   |
| 제4화  | ピリピリ カツカツ 찌릿찌릿 빼곡빼곡  | 시노즈카 토모코 | 사누마 켄         | 사누마 켄       | 후지사키 신고 요이도레 코토쿠 마미 | 우메시타 마나미               | 2023년 4월 25일 | 2권 6~7화   |
| 제5화  | チクチク いそいそ 따끔따끔 허둥지둥  | 히다카 카츠로   | 나가누마 노리히로 | 후쿠이 요헤이   | 야나세 조지 이노우에 유스케 이상진 이민배 심민현 | 이가와 레이나                 | 2023년 5월 2일  | 2권 8~9화   |
| 제6화  | シトシト チカチカ 추적추적 따끔따끔  | 요나이야마 요코 | 시노하라 토시야   | 히라무키 토모코 | 아마노 카즈코 코지마 아스카 타나카 미라이 나카야마 미유키 사이토 카즈야 이와사키 료                                                                   | 우메시타 마나미               | 2023년 5월 9일  | 2권 10~11화 |
| 제7화  | パタパタ モテモテ 좌충우돌 인기 폭발 | 히다카 카츠로   | 아베 유리코       | 요코노 미츠요   | 토라타카 노보루 니시다 미야코 | 이가와 레이나                 | 2023년 5월 16일 | 3권 12~13화 |
| 제8화  | ムワムワ いろいろ 푹푹 찌는 가지각색 | 요나이야마 요코 | 야마시로 치에     | 야마시로 치에   | 야나세 조지 이상진 나카야마 미유키 사토 코노미 타나카 미라이 하나와 미유키                                                                            | 우메시타 마나미               | 2023년 5월 23일 | 3권 14~15화 |
| 제9화  | トロトロ ルンルン 꾸벅꾸벅 룰루랄라  | 히다카 카츠로   | 혼마 오사무       | 혼마 오사무     | 이노우에 유스케 사코에 사라 오가사와라 유우 타나카 사키 사이토 카즈야 타나카 아야                                                                     | 이가와 레이나                 | 2023년 5월 30일 | 3권 16~17화 |
| 제10화 | バタバタ ポロポロ 좌충우돌 부슬부슬  | 요나이야마 요코 | 테라히가시 카츠미 | 야노 타카노리   | 모리노 미야코 하야시 카나 나카야마 카즈코 최소정 주옥윤 江湧 陳玉峰 赵玲                                                                              | 우메시타 마나미               | 2023년 6월 6일  | 4권 18~19화 |
| 제11화 | ワイワイ ザワザワ 와글와글 웅성웅성  | 히다카 카츠로   | 아베 유리코       | 아베 유리코     | 아마노 카즈코 이상진 야나세 조지 이민배 주옥윤 | 이가와 레이나                 | 2023년 6월 13일 | 4권 20~23화 |
| 제12화 | キラキラ 반짝반짝                    | 요나이야마 요코 | 데아이 코토미     | 데아이 코토미   | 이노우에 유스케 코지마 아스카 타나카 미라이 미우라 나나 나카야마 미유키 사코에 사라 야나세 조지 오가사와라 유우 고다 마사미 사토 코노미 사이토 카즈야 | 우메시타 마나미 이가와 레이나 | 2023년 6월 20일 | 4권 20~23화 |